# Jörg Müller (racerförare)
Jörg Müller, född 3 september 1969 i Kerkrade i Nederländerna, är en tysk racerförare. 

## Racingkarriär
Müller lyckades 1996 vinna Formel 3000 och fick året därefter en sits som testförare i Arrows. Han fortsatte som testförare i andra F1-stall tills 2001. Han körde sedan i ETCC och kom som bäst på andra plats två gånger. Han körde under slutet av 2000-talets första decennium i WTCC, och tog VM-silvret 2006.